# Такушевское сельское поселение
Таку́шевское се́льское поселе́ние — сельское поселение в Теньгушевском районе Республики Мордовия.

## История
Образовано в 2004 году в границах, определённых Законом Республики Мордовия от 28 декабря 2004 года и включали в себя села Такушево и Веденяпино, посёлок Завод.
После объединения в 2019 году со Старокачеевским сельским поселением в число населённых пунктов поселения были включены: село Старая Качеевка, посёлки Садовый и Феклисов, деревни Александровка, Нагорная и Новая Качеевка.
Село Веденяпино — родина декабристов Аполлона и Алексея Веденяпиных.

## Население
| 2002 | 2010 | 2012 | 2013 | 2014 | 2015 | 2016 |
| ---- | ---- | ---- | ---- | ---- | ---- | ---- |
| 813  | ↘648 | ↘608 | ↘595 | ↘562 | ↘532 | ↘515 |
| 2017 |      |      |      |      |      |      |
| ↘505 |      |      |      |      |      |      |

## Состав сельского поселения
| № | Населённый пункт | Тип населённого пункта       | Население |
| - | ---------------- | ---------------------------- | --------- |
| 1 | Александровка    | деревня                      | ↘20       |
| 2 | Веденяпино       | село                         | ↘205      |
| 3 | Завод            | посёлок                      | ↘3        |
| 4 | Нагорная         | деревня                      | ↘135      |
| 5 | Новая Качеевка   | деревня                      | ↘10       |
| 6 | Садовый          | посёлок                      | ↘33       |
| 7 | Старая Качеевка  | село                         | ↘304      |
| 8 | Такушево         | село, административный центр | ↘440      |
| 9 | Феклисов         | посёлок                      | ↘2        |